# Amaneh Eskandari
Amaneh Eskandari dite Zohreh née à Téhéran.
Plasticienne, Vidéaste iranienne.
Elle est fondatrice et présidente de l'Association internationale artistes sans frontières. 

## Biographie
Elle commence la peinture dès l’âge de 8 ans au Centre d’éducation intellectuelle de la jeunesse de Téhéran.
Elle peint souvent des portraits et des masques qui s’inspirent de la mémoire collective et de mythologie perse.
Ses œuvres sont l'objet de travaux universitaires, qui sont visibles à des grandes foires et salons internationaux.

### Début d’une nouvelle période
En 1997, grâce à une bourse du Musée d'art contemporain de Téhéran, elle part à Paris pour la Cité internationale des arts. 
Elle s'installe en France en continuant ses activités professionnelles artistiques. 
En 1999, elle étudie création et édition numérique : audiovisuel, nouveaux médias, design, multimédia et infographie.
Elle commence une période de recherche d’autres formes d’expression que la peinture (multimédia, photographie, poésie, installation et art vidéo et films). Cette évolution correspond à la création de l’association Artistes sans frontières, qui réunit des artistes du monde vers une philosophie collective afin de promouvoir le langage de l’art. 
Elle développe une esthétique nouvelle de l’art contemporain, en réunissant toutes les techniques picturales, que déteindra non seulement dans sa peinture, mais dans toute son œuvre artistique.
Elle commence un nouveau voyage, une nouvelle période Being Born ou Naître,.

### Sources
- Association internationale artistes sans frontières
- Scam : sites d'auteurs
- La Maison des Artistes "France"
- La Maison des Artistes "Iran" SIP